# Matilda Callenbo
Matilda Callenbo, född 25 juli 1990, är en före detta svensk barnskådespelare.
Callenbo spelade rollen som Emma i Smådeckarna och har även medverkat i Jeppe på berget från 1995.

## Filmografi[1]
- 1995 - Jeppe på berget - Jeppes dotter
- 2002 - Smådeckarna - Emma